# 連続性補正
確率論において、確率変数 X が母集団特性値 n および p を持つとする。すなわち、X が n 回の独立したベルヌーイ試行において、各試行ごとの成功する確率が p となる"成功"の回数として分布するとき、
{\displaystyle P(X\leq x)=P(X<x+1)}
の関係があらゆる x ∈ {0, 1, 2, ... n} について成立する。もし np および np(1 − p)  が十分に大きければ(しばしば ≥ 5 とされる)、上記の確率は次の式で非常によく近似できる。
{\displaystyle P(Y\leq x+1/2)}
ここで Y は正規分布する確率変数であり X と同じ期待値と分散を持つ。すなわち、E(Y) = np であり var(Y) = np(1 − p) である。この式において 1/2 が x に加えられているが、これが連続性の補正である。
連続性の補正は、整数に対応した離散型分布が正規分布で近似されるときにも適用できる。例えば、もし X が期待値 λ のポアソン分布であるならば、X の分散もまた λ になる。そしてもし Y が期待値および分散が両方とも λ である正規分布をとるならば、Yは次の式で表される。
{\displaystyle P(X\leq x)=P(X<x+1)\approx P(Y\leq x+1/2)}

## 適用
確率の分布関数を正確に評価できる統計ソフトウェアが容易に利用できる以前は、連続性の補正を行うことは、検定統計量が離散型分布をとる場合の統計的仮説検定の実際の適用において重要であった。手計算を行う場合にはとりわけ重要であった。この例としてはコイン投げにおいてコインが公正かどうかをみるといった二項分布に関わる二項検定がある。